# 게오르기 구르지예프

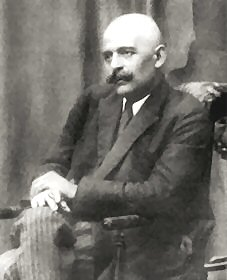

게오르기 구르지예프(1866/1877년 ~ 1949년 10월 29일)는 러시아의 철학자, 신비주의, 영적 선생, 그리고 아르메니아인 및 그리스인 혈통의 작곡가이다. 러시아 제국 귬리(현재의 아르메니아 귬리)에서 태어났다. 대부분의 인간은 통일된 의식을 소유하지 않기 때문에 인간의 삶은 최면적 몽유병 상태에 있지만 더 높은 상태의 의식으로 깨어나서 온전한 인간의 잠재성을 달성할 수 있다고 가르쳤다. 이러한 원리를 게오르기는 "워크"(The Work) 또는 시스템(The System)이라고 불렀다.